# Resistenza bajoriana
La Resistenza bajoriana, nell'universo fantascientifico di Star Trek,  è movimento di rivolta anti cardassiano sorto allo scopo di cacciare le forze occupanti di Cardassia dal pianeta Bajor. La resistenza consisteva in uno sconosciuto numero di cellule autonome, delle quali ha fatto parte anche Kira Nerys, uno dei personaggi chiave della serie tv Star Trek: Deep Space Nine.
La Resistenza usava tattiche che furono definite terroristiche contro i Sovrintendenti Cardassiani nello sforzo di liberare il loro pianeta Bajor dall'occupazione che durava ormai da molti anni. La più famosa cellula di resistenza fu quella di Shakaar, dal nome del suo leader. Un importante membro della stessa cellula fu Kira Nerys, che diventò più tardi maggiore e poi colonnello della Milizia bajoriana e primo ufficiale a bordo della ex stazione cardassiana Terok Nor, ridenominata dalla Federazione Deep Space Nine (da cui il titolo della serie televisiva).